# Hironobu Kageyama 20th Anniversary Eternity
Hironobu Kageyama 20th Anniversary Eternity, também conhecido apenas como "Eternity", é uma caixa de coletânea musical com 5 CDs de Hironobu Kageyama lançada em 21 de agosto de 1997 pela Columbia Records. O lançamento foi em comemoração aos 20 anos de carreira do cantor.

## Recepção
Sobre a caixa, o site CD Journal escreveu: "Apresentando uma caixa de Hironobu Kageyama. O ex-Lazy se estabeleceu em uma posição inabalável como um cantor de animes. Todas as músicas, incluindo as que são temas para animes como Dragon Ball Z e temas de seriados de Super Sentai como Changeman (...) são apoiados por sua habilidade vocal, que é cheia de imaginário e traz memórias das histórias. Mas as canções originais com muita emoção vão, definitivamente, fazer você chorar!"

## Faixas
| CD1            |                                                                    |                  |                            |                  |         |  |
| N.º            | Título                                                             | Letras           | Música                     | Arranjo          | Duração |  |
| 1.             | "Stardust Memory" (de Choujikuu Kidan Southern Cross)              | Terada Kenji     | Dan Yuji                   | D. Yuji          | 2:13    |  |
| 2.             | "Stardust Boys" (de Uchuusen Sagittarius, feat. Koorogi '73)       | Yuu Aku          | Kisaburo Suzuki            | Kazuya Izumi     | 2:58    |  |
| 3.             | "Yume Kounen" (de Uchuusen Sagittarius, feat. Koorogi '73)         | Y. Aku           | K. Suzuki                  | K. Izumi         | 3:58    |  |
| 4.             | "Soul Brother" (de Uchuusen Sagittarius, feat. Koorogi '73)        | Y. Aku           | K. Suzuki                  | K. Izumi         | 3:41    |  |
| 5.             | "Honoo no Violence" (de MD Geist)                                  | Machiko Ryu      | Masayuki Kishi             | Seiichi Kyoda    | 4:09    |  |
| 6.             | "Hijou no Soldier" (de MD Geist)                                   | M. Ryu           | M. Kishi                   | S. Kyoda         | 4:24    |  |
| 7.             | "The Headmaster" (de Transformers: The Headmasters)                | Keisuke Yamakawa | Takamune Negishi           | Katsunori Ishida | 3:30    |  |
| 8.             | "Kimi wa Transformer" (de Transformers: The Headmasters)           | K. Yamakawa      | T. Negishi                 | K. Ishida        | 2:46    |  |
| 9.             | "Transform!" (de Transformers: The Headmasters)                    | K. Yamakawa      | Takeshi Ike                | K. Ishida        | 4:00    |  |
| 10.            | "Destron Sanka" (de Transformers: The Headmasters)                 | K. Yamakawa      | T. Negishi                 | K. Ishida        | 4:10    |  |
| 11.            | "Ase no Monologue" (de Shonan Bakusozoku III - 10 Ounce no Kizuna) | Yumi Morita      | T. Ike                     | S. Kyoda         | 4:38    |  |
| 12.            | "10 Ounce Bible" (de Shonan Bakusozoku III - 10 Ounce no Kizuna)   | Y. Morita        | T. Ike                     | S. Kyoda         | 3:57    |  |
| 13.            | "Soldier Dream" (de Os Cavaleiros do Zodíaco)                      | Tadano Natsumi   | Hiroaki Matsuzawa          | BROADWAY         | 3:37    |  |
| 14.            | "Blue Dream" (de Os Cavaleiros do Zodíaco)                         | Eiko Kyo         | H. Kageyama e Kenichi Sudo | BROADWAY         | 4:11    |  |
| 15.            | "Best Friend" (de Os Cavaleiros do Zodíaco)                        | T. Natsumi       | K. Sudo                    | BROADWAY         | 4:54    |  |
| 16.            | "Boys Be" (de Os Cavaleiros do Zodíaco)                            | Kazunori Sonobe  | H. Kageyama                | BROADWAY         | 4:20    |  |
| 17.            | "Cha-La Head-Cha-La" (de Dragon Ball Z)                            | Yukinojo Mori    | Chiho Kiyooka              | Kenji Yamamoto   | 3:20    |  |
| 18.            | "1 Heart Kounen" (de Dragon Ball Z)                                | Sakiko Iwamuro   | H. Kageyama e K. Sudo      | K. Sudo          | 3:57    |  |
| 19.            | "(+α)/Plus Alpha" (de Dragon Ball Z; feat. AMMY)                   | Dai Sato         | C. Kiyooka                 | K. Yamamoto      | 3:04    |  |
| Duração total: | Duração total:                                                     | Duração total:   | Duração total:             | Duração total:   | 71:47   |  |

| CD2            |                                                                    |                  |                   |                          |         |  |
| N.º            | Título                                                             | Letras           | Música            | Arranjo                  | Duração |  |
| 1.             | "Dead or Dead ~Ai sae mo Sute~" (de Os Cavaleiros do Zodíaco)      | Kazunori Sonobe  | Hiroaki Matsuzawa | Gouji Tsuno e FLYING SKY | 4:32    |  |
| 2.             | "Hikari no Tabi" (de Dragon Ball Z)                                | Masaru Sato      | Chiho Kiyooka     | Kenji Yamamoto           | 6:14    |  |
| 3.             | "ya' Na Koto Ni Wa Genki-dama" (de Dragon Ball Z)                  | M. Sato          | C. Kiyooka        | K. Yamamoto              | 3:55    |  |
| 4.             | "Mind Power…Ki…" (de Dragon Ball Z)                                | Sakiko Iwamuro   | C. Kiyooka        | K. Yamamoto              | 5:46    |  |
| 5.             | "Dark Water ~Aisubeki Senshitachi~" (de The Pirates of Dark Water) | Kounosuke Fuji   | Keiju Ishikawa    | K. Ishikawa              | 3:54    |  |
| 6.             | "Senshitachi no Kyuusoku" (de The Pirates of Dark Water)           | K. Fuji          | K. Ishikawa       | K. Ishikawa              | 5:01    |  |
| 7.             | "Space People DBZ" (de Dragon Ball Z)                              | STEREOTYPE       | STEREOTYPE        | STEREOTYPE               | 4:30    |  |
| 8.             | "WILD DANCE NIGHT (Yoake Made Tsuppashire)" (de Dragon Ball Z)     | S. Iwamuro       | C. Kiyooka        | K. Yamamoto              | 4:29    |  |
| 9.             | "Wasurekaketa Fairly Tale" (de Kamen Rider SD)                     | Kenichi Maehashi | K. Maehashi       | K. Maehashi              | 2:52    |  |
| 10.            | "Unmei No Hi - Tamashii Vs Tamashii" (de Dragon Ball Z)            | S. Iwamuro       | C. Kiyooka        | K. Yamamoto              | 4:57    |  |
| 11.            | "FOR EVER ’96" (de Dragon Ball Z)                                  | S. Iwamuro       | C. Kiyooka        | K. Yamamoto              | 4:09    |  |
| 12.            | "Kurenai no Ryuuseiki" (de Ryuuseiki Gakusaver)                    | Toshi            | Chumei Watanabe   | C. Watanabe              | 3:50    |  |
| 13.            | "Casshan ~Kaze no Bohyou~" (de Casshan)                            | K. Sonobe        | H. Matsuzawa      | H. Matsuzawa             | 3:54    |  |
| 14.            | "Stand Alone - Karehateta Kokoro Ni" (de Casshan)                  | K. Sonobe        | G. Tsuno          | G. Tsuno                 | 5:10    |  |
| 15.            | "WE GOTTA POWER" (de Dragon Ball Z)                                | Yukinojo Mori    | K. Ishikawa       | K. Ishikawa              | 3:58    |  |
| 16.            | "Bokutachi Wa Tenshi Datta" (de Dragon Ball Z)                     | Yukinojo Mori    | Takeshi Ike       | Osamu Totsuka            | 3:50    |  |
| Duração total: | Duração total:                                                     | Duração total:   | Duração total:    | Duração total:           | 71:01   |  |

| CD3            |                                                                                 |                                  |                   |                  |         |  |
| N.º            | Título                                                                          | Letras                           | Música            | Arranjo          | Duração |  |
| 1.             | "Kibou Shigosen ~Horizon Blue~" (de Casshan; feat C.A.S.)                       | Aso Kotalo                       | Michiru Oshima    | M. Oshima        | 4:37    |  |
| 2.             | "Fight on Fighting Road" (de Dragon Ball Z)                                     | Natsumi Watanabe                 | Makoto Nagai      | M. Nagai         | 4:18    |  |
| 3.             | "Go! Go! Burin" (de Tonde Burin)                                                | Gouji Tsuno                      | G. Tsuno          | G. Tsuno         | 4:15    |  |
| 4.             | "Kinou no Yume, Kyou no Hikari ~Silent Night, Morning Moon~" (de Dragon Ball Z) | Dai Sato                         | Chiho Kiyooka     | Kenji Yamamoto   | 4:49    |  |
| 5.             | "Kishin Douji Zenki" (de Zenki)                                                 | Reo Rinozuka                     | G. Tsuno          | G. Tsuno         | 4:16    |  |
| 6.             | "CROSS FIRE!!" (de Zenki)                                                       | R. Rinozuka                      | G. Tsuno          | G. Tsuno         | 4:26    |  |
| 7.             | "Bokutachi no Start" (de Jura Tripper)                                          | Chiaki Ishikawa                  | C. Ishikawa       | Akihisa Matsuura | 5:03    |  |
| 8.             | "Eien no Yakusoku" (de Dragon Ball Z Ultimate Battle 22)                        | Yuriko Mori                      | K. Yamamoto       | K. Yamamoto      | 4:33    |  |
| 9.             | "Unmei Toiu na no Meiro" (de Nangoku Shounen Papuwa-kun)                        | Yasuhiro Komatsuzaki             | Nobuyuki Nakamura | N. Nakamura      | 4:43    |  |
| 10.            | "Chou Kishin Zenki, Raigou Sei Rin!" (de Zenki)                                 | R. Rinozuka                      | G. Tsuno          | G. Tsuno         | 4:53    |  |
| 11.            | "Power Up Turtles" (de Mutant Turtles: Chōjin Densetsu-hen)                     | Yukinojo Mori                    | Takeshi Ike       | Osamu Totsuka    | 3:47    |  |
| 12.            | "SIGN ~Kizashi~" (de Dragon Ball Z Legends)                                     | Yuriko Mori                      | K. Yamamoto       | K. Yamamoto      | 4:19    |  |
| 13.            | "NEVER ENDING，NEVER GIVE UP" (de Dragon Ball Z Legends)                        | D. Sato                          | K. Yamamoto       | K. Yamamoto      | 4:10    |  |
| 14.            | "Kakugo Kanryou!" (de Kakugo no Susume)                                         | R. Rinozuka e Takayuki Yamaguchi | Takashi Kudou     | K. Takashi       | 4:08    |  |
| 15.            | "On the Verge of Revival" (de Psychic Force)                                    | Hideki Takahagi                  | H. Takahagi       | H. Takahagi      | 4:27    |  |
| 16.            | "Dokkan Beat" (de Dokkan! Robotendon; feat Hiroko Asakawa)                      | Alice Sato                       | T. Ike            | Tadashi Yatabe   | 3:18    |  |
| Duração total: | Duração total:                                                                  | Duração total:                   | Duração total:    | Duração total:   | 70:02   |  |

| CD4            |                                                                         |                  |                 |                  |         |  |
| N.º            | Título                                                                  | Letras           | Música          | Arranjo          | Duração |  |
| 1.             | "Dengeki Sentai Changeman" (de Esquadrão Relâmpago Changeman)           | Yoshiaki Sagara  | Katsuo Ohno     | Tatsumi Yano     | 2:59    |  |
| 2.             | "NEVER STOP Changeman" (de Esquadrão Relâmpago Changeman)               | Y. Sagara        | K. Ohno         | Kohei Tanaka     | 3:03    |  |
| 3.             | "Fight! Change Robot" (de Esquadrão Relâmpago Changeman)                | Saburo Yatsude   | K. Tanaka       | K. Tanaka        | 3:58    |  |
| 4.             | "Hikari Sentai Maskman" (de Hikari Sentai Maskman)                      | Masao Urino      | Daisuke Inoue   | Daito Fujita     | 3:27    |  |
| 5.             | "Ai no Soldier" (de Hikari Sentai Maskman)                              | M. Urino         | D. Inoue        | D. Fujita        | 3:23    |  |
| 6.             | "Moeru ze Fire" (de Hikari Sentai Maskman)                              | Kayoko Fuyumori  | K. Tanaka       | K. Tanaka        | 4:09    |  |
| 7.             | "Aura Ni Kagayake! Great Five" (de Hikari Sentai Maskman)               | S. Yatsude       | D. Inoue        | D. Fujita        | 3:25    |  |
| 8.             | "Itsutsu No Kokoro De Five Robo" (de Chikyu Sentai Fiveman)             | S. Yatsude       | Yasuo Kosugi    | Akihiko Yoshida  | 2:54    |  |
| 9.             | "Choujin Sentai Jetman" (de Choujin Sentai Jetman)                      | Araki Toyohisa   | Gouji Tsuno     | G. Tsuno         | 3:15    |  |
| 10.            | "Kokoro wa Tamago" (de Choujin Sentai Jetman)                           | A. Toyohisa      | G. Tsuno        | Kenji Yamamoto   | 3:56    |  |
| 11.            | "Toki Wo Kakete" (de Choujin Sentai Jetman)                             | A. Toyohisa      | G. Tsuno        | K. Yamamoto      | 3:16    |  |
| 12.            | "Jet Icarus Muteki Robo!" (de Choujin Sentai Jetman)                    | S. Yatsude       | Y. Kosugi       | Katsunori Ishida | 3:59    |  |
| 13.            | "Jet garuda Tori no Robo" (de Choujin Sentai Jetman)                    | S. Yatsude       | Kazuhiko Toyama | K. Toyama        | 3:54    |  |
| 14.            | "Aitsu Ga Tadashii Yakisoban" (de UFO Kamen Yakisoban)                  | Kazunori Saito   | Toshiyuki Omori | T. Omori         | 2:58    |  |
| 15.            | "Tatakau Tame ni Umareta Senshi" (de Ultraman vs. Kamen Rider)          | Hiro Takada      | Asei Kobayashi  | Takeo Suzuki     | 3:12    |  |
| 16.            | "Ore Wa Ganman Gan Ginuson No Teema" (de Tokusou Robo Janperson)        | Keisuke Yamakawa | Chumei Watanabe | C. Watanabe      | 3:11    |  |
| 17.            | "Murasaki Ookami Densetsu" (de Tokusou Robo Janperson)                  | K. Yamakawa      | Kei Wakakusa    | K. Wakakusa      | 5:49    |  |
| 18.            | "Detazo! Kakure Daishogun" (de Ninja Sentai Kakuranger)                 | S. Yatsude       | Y. Kosugi       | K. Ishida        | 4:18    |  |
| 19.            | "IT WAS 30 YEARS AGO" (das comemorações do 30º aniversário de Ultraman) | Goro Matsui      | Kisaburo Suzuki | Kazuo Ohtani     | 5:07    |  |
| Duração total: | Duração total:                                                          | Duração total:   | Duração total:  | Duração total:   | 70:13   |  |

| CD5            |                                                                                              |                        |                                   |                       |         |  |
| N.º            | Título                                                                                       | Letras                 | Música                            | Arranjo               | Duração |  |
| 1.             | "Uruwashi no Sabrina Girl" (de Idol Wo Sagase)                                               | Mayumi Yoshida         | Yoshikazu Miura                   | Kunio Kubota          | 3:35    |  |
| 2.             | "Hikari no Message" (de Dreamland)                                                           | Hitomi Fujimoto        | Shinsuke Kazato                   | S. Kazato             | 4:03    |  |
| 3.             | "Kibou no Tsubasa Kanketsu Senri Koma" (de Silent Mobius Gaiden: Bakumatsu Anbu shimatsu ki) | H. Kageyama            | Hiroaki Matsuzawa                 | H. Matsuzawa          | 3:52    |  |
| 4.             | "Issho ni Narou yo" (do álbum Twinkle Little Star, da banda Monolith)                        | Sakiko Iwamuro         | Hideki Fujisawa e Kanichirou Kubo | H. Fujisawa e K. Kubo | 5:21    |  |
| 5.             | "WE ARE REYSOL" (hino do Kashiwa Reysol)                                                     | Reo Rinozuka           | Makoto Nagai                      | M. Nagai              | 4:40    |  |
| 6.             | "Do! Challenge" (de Fushigi Challenge)                                                       | Akari Kurosaki         | BANANA ICE                        | BANANA ICE            | 4:39    |  |
| 7.             | "Densetsu no Tsubasa"                                                                        | H. Kageyama            | H. Kageyama                       | Norimasa Yamanaka     | 4:20    |  |
| 8.             | "GET THE WIN "J"" (de J League Live)                                                         | Kazuo Ishijima e ADDY  | K. Ishijima                       | K. Ishijima           | 4:08    |  |
| 9.             | "Melody" (de Robot Pulta)                                                                    | Gouji Tsuno            | G. Tsuno                          | G. Tsuno              | 5:01    |  |
| 10.            | "Hikari no Kodomo"                                                                           | G. Tsuno               | G. Tsuno                          | G. Tsuno              | 5:46    |  |
| 11.            | "Hatena no Hane" (de Mushimaru Q)                                                            | R. Rinozuka            | G. Tsuno                          | G. Tsuno              | 3:11    |  |
| 12.            | "Ikasumida, Takosumida" (de Mushimaru Q)                                                     | R. Rinozuka            | G. Tsuno                          | G. Tsuno              | 3:11    |  |
| 13.            | "Suki Suki Suki"                                                                             | Yoshiro Yashima        | Y. Yashima                        | H. Matsuzawa          | 4:32    |  |
| 14.            | "St. Elmo's Fire" (cover de John Parr)                                                       | David Foster e J. Parr | D. Foster e J. Parr               | Tadashi Namba         | 4:09    |  |
| 15.            | "Bay Area no Kaze"                                                                           | H. Kageyama            | H. Kageyama                       | Kenichi Sudo          | 4:08    |  |
| 16.            | "Wild Boy"                                                                                   | H. Kageyama            | H. Kageyama                       | K. Sudo               | 4:17    |  |
| 17.            | "Back to the Dream"                                                                          | H. Kageyama            | H. Kageyama                       | K. Sudo               | 3:55    |  |
| Duração total: | Duração total:                                                                               | Duração total:         | Duração total:                    | Duração total:        | 72:48   |  |